# Людовик I де Бурбон-Монпансье
Людовик I Добрый (фр. Louis Ier le Bon; ум. май 1486) — граф де Монпансье с 1434 года, дофин Оверни, граф де Клермон с 1428 года, граф де Сансер, сеньор де Меркер и де Комбрай с 1426 года. Второй сын Жана I, герцога де Бурбон и Марии Беррийской, герцогини Оверни и графини де Монпансье, родоначальник ветви Бурбон-Монпансье.

## Биография

Герб Людовика до 1428 года

Герб Людовика с 1428 года (после приобретения Овернского Дофине)

В отличие от отца и брата Людовик практически не принимал участия в военных конфликтах своего времени. Он участвовал только в битве около Бове в 1430 году. Гораздо больше времени он проводил в своих владениях.
После женитьбы на Жанне Овернской в 1426 году Людовик по браку получил Овернское Дофине и графство Сансер. После смерти жены в 1436 году её овернские владения должны были перейти к старшему брату Людовика, герцогу Карлу I, однако тот уступил их младшему брату, как в 1434 году уступил наследство матери — графство Монпансье. Графство Сансер в 1451 году перешло к двоюродному брату Жанны, Жану V де Бюэй.
Вторично Людовик женился в 1443 году на кузине своей первой жены, Габриель де Ла Тур.
Умер Людовик в 1486 году, его владения унаследовал старший сын, Жильбер.

## Брак и дети
1-я жена: с 8 декабря 1426 года Жанна Овернская (1411 — 26 мая 1436), дофина Оверни, графиня де Клермон и де Сансер, дочь Беро III, дофина Оверни.
2-я жена: с 16 февраля 1443 года Габриель де Ла Тур (ум. 1486), дочь Бертрана V де Ла Тур, графа Оверни и Булони и Жакетты дю Пешин. Дети:
- Жильбер (1443—1496), граф де Монпансье, вице-король Неаполитанского королевства
- Жан (1445—1485)
- Габриель (1447—1516); муж: с 1485 Луи II де Ла Тремуйль (1460—1525), виконт де Туар, принц Тальмон
- Шарлотта (1449—1478); муж: с 1468 Вольферт VI ван Борселен (ум. 1487), граф де Гранпре